# Ferdinand Adalbert Junker von Langegg

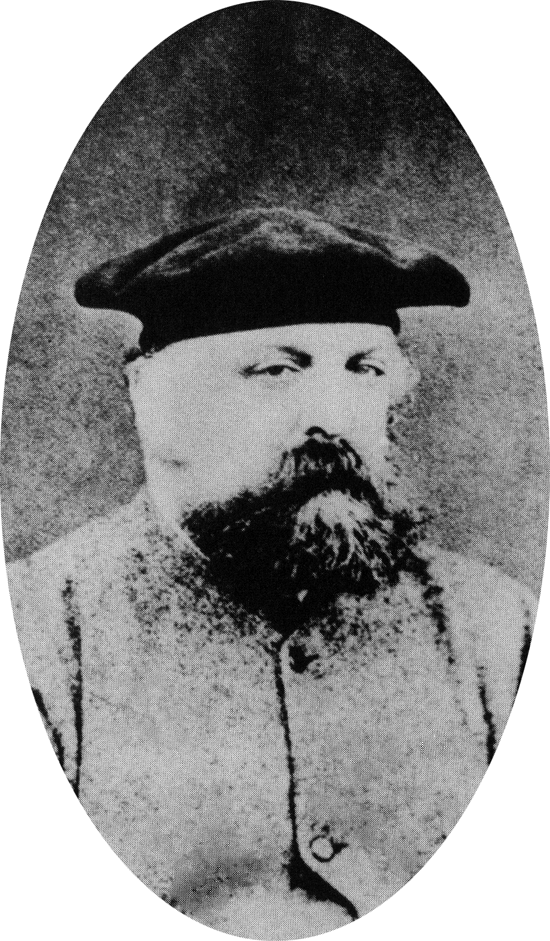
Ferdinand Adalbert Junker von Langegg, japanische Porträtaufnahme

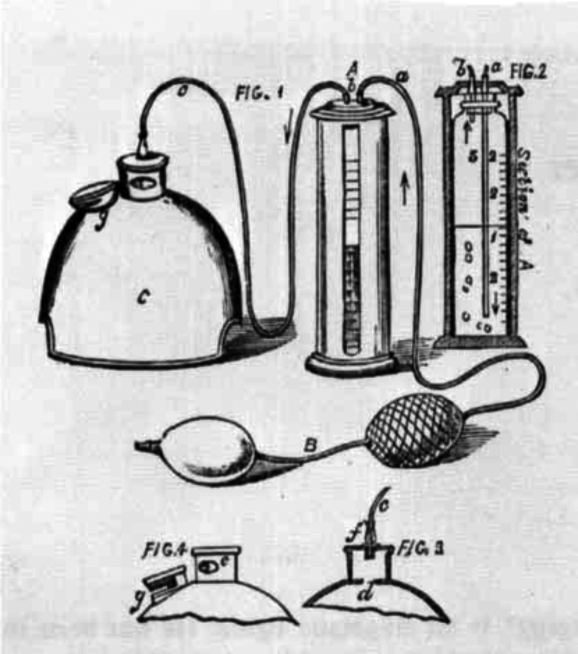
Junkers Anästhesierapparat (Medical Times and Gazette, 1867)

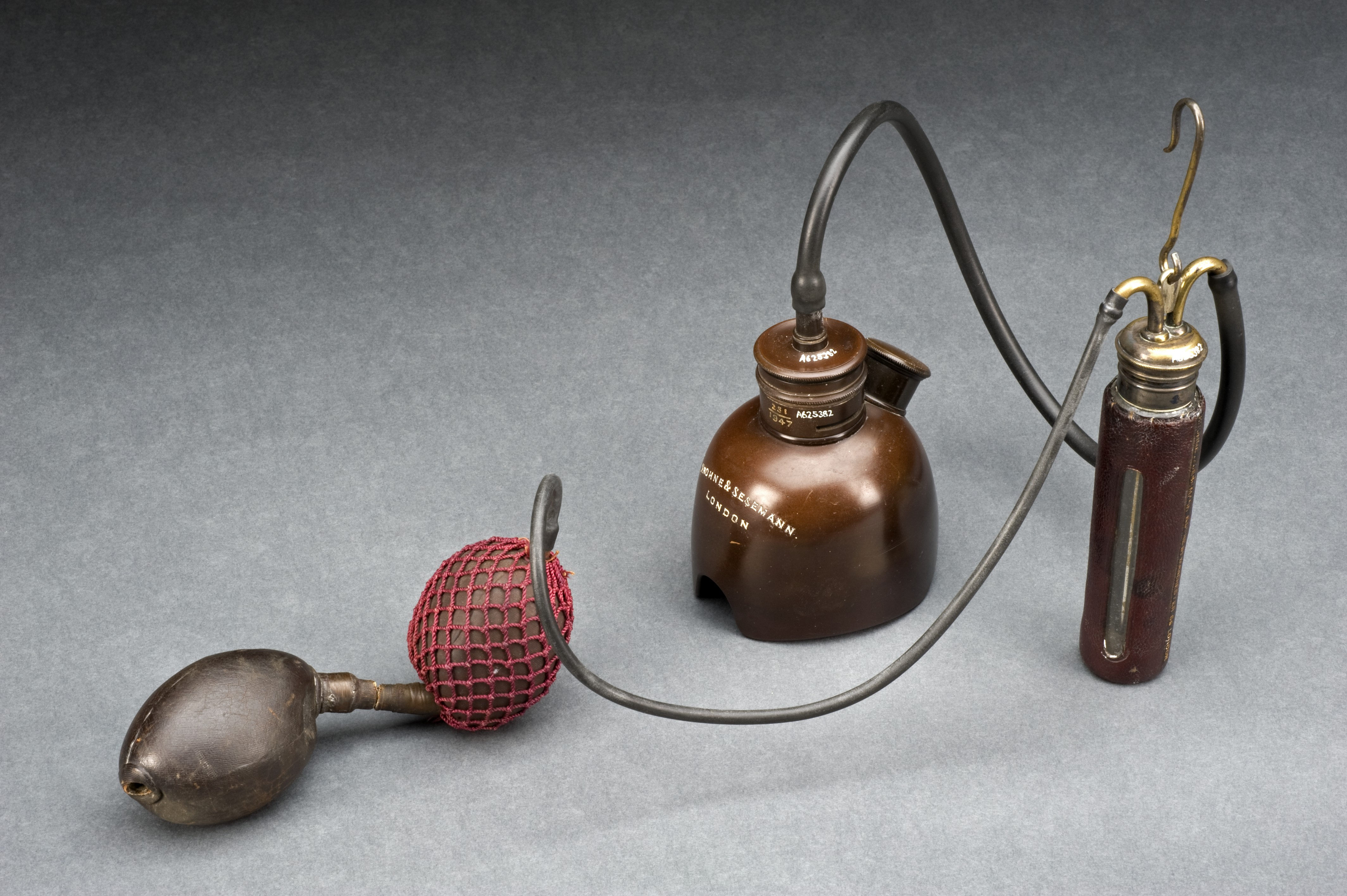
Junker Inhaler (Wellcome Collection)

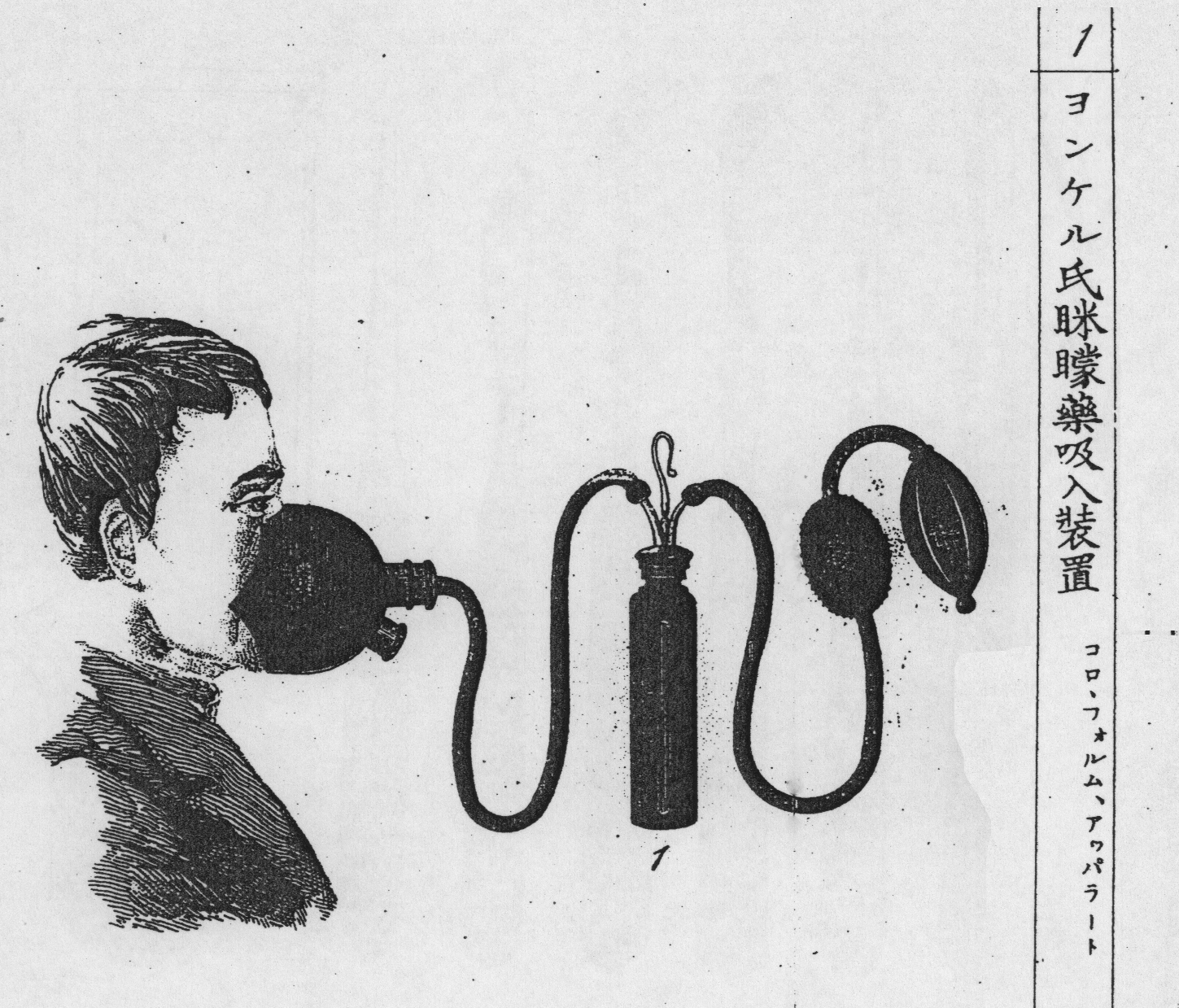
Junker-Apparat in einem Katalog der Firma Shiraimatsu (Osaka, 1886)

Ferdinand Adalbert Junker von Langegg (* 28. Juli 1828 in Wien, Österreich; † 20. November 1901 in Purkersdorf, Österreich) war ein österreichischer Mediziner, der als „Kontraktausländer“ (o-yatoi gaikokujin) einen Beitrag zum Aufbau der Medizinschule Kyoto leistete, einen weithin geschätzten Anästhesierapparat entwickelte und sich zugleich als Verfasser japanbezogener Literatur einen Namen machte.

## Ausbildung und frühe Berufsjahre
Ferdinand Adalbert war der Sohn des österreichischen k. und k. Landgerichtsrats Ferdinand Junker, der 1862 den Adelsrang „von Langegg“ erhielt. Er studierte Medizin an der Universität Wien, wurde 1854 zum Dr. med. und ein Jahr darauf zum Dr. chir. promoviert. Anschließend ging er nach London. 1860 wurde er hier Mitglied des Royal College of Surgeons (MRCS) und im selben Jahr Arzt am 1847 gegründeten Samaritan Free Hospital for Women. Zugleich führte er eine Praxis in der Gower Street.
Im November 1867 publizierte er in der Medical Times and Gazette (Vol. II, S. 590) einen Bericht über einen von ihm entwickelten Narkoseapparat zur Inhalation eines Gemischs von Chloroform und Methylalkohol. Dieses, im deutschen Sprachraum „Junker-Apparat“, im englischen Sprachkreis „the Junker“ genannte Gerät wurde bis Ende des Jahrhunderts von vielen Anästhesisten geschätzt und – in verbesserter Form – noch bis Ende der 1920er Jahre verwendet.
1870 ließ er sich beurlauben und diente als Chirurg des 1. Dragoner-Regiments im Deutsch-Französischen Krieg. Danach wurde er Chefchirurg am Deutschen Krankenhaus in Saarbrücken. 1872 veröffentlichte er einen Aufsatz über den Gebrauch des Trachealtampons.

## „Kontraktausländer“ in Japan
1868 war in Japan die Herrschaft der Tokugawa Shogune zusammengebrochen, und die neue Regierung trieb eine rabiate Modernisierung der Gesellschaft und Wirtschaft voran. Dazu gehörte die Einführung einer westlichen Ausbildung der Mediziner. In diversen Auseinandersetzungen konnte Sagara Chian die Übernahme des deutschen Modells durchsetzen. Die hierzu mit horrenden Entlohnungen nach Japan gelockten Spezialisten wie Leopold Müller, Theodor Hoffmann, Julius Scriba, Wilhelm Dönitz usw. kamen daher überwiegend aus Deutschland.
Im Dezember 1871 nahm der Leiter der japanischen Impfbehörde Maeda Toshimasa Kontakt zu dem Kaufmann Karl Lehmann auf, der in Osaka eine Firma betrieb. Man suchte nach einem Praktiker, der auch in der englischen Sprache beschlagen war. Die Angelegenheit ging schließlich an die Universität Leipzig, wo man Junker empfahl.
1872 brach Junker nach Japan auf und erreichte Osaka am 25. August. Sein Vertrag mit den Behörden in Kyoto als Lehrer und Arzt war auf drei Jahre angesetzt. Die Medizinschule hatte ihre Wurzeln in einer bereits 1818 gegründeten Schule. Nunmehr begann eine Umstellung auf die westliche Medizin, und Junker war der erste hierzu eingestellte Europäer. Zugleich wurde er leitender Arzt des Hospitals (Ryōbyōin 療病院). Für das erste Jahr erhielt er 450 Yen, danach 500 Yen. Damit war sein Gehalt höher als das des Präfekten.
Junker nahm im September seine Tätigkeit am provisorischen Hospital im Stadtteil Kiyamachi (木屋町) auf, zog mit diesem im Oktober um und begann Anfang November an der Medizinschule mit Vorlesungen über Anatomie, Pathologie, Geburtshilfe, dann auch Innere Medizin und Therapie. Seine von Montag bis Freitag gegebenen Instruktionen wurden aufgezeichnet und 1873 und 1874 gedruckt (Heft 1 Anatomie, Heft 2. Pocken). Für das Jahr 1873 registrierte man 1192 ambulante und 69 stationäre Patienten, im folgenden Jahr 1874 bzw. 61 Patienten.
Unmittelbar nach seiner Ankunft bat er um Aufnahme in die Deutsche Gesellschaft für Natur- und Völkerkunde Ostasiens, in der sich Kaufleute, Diplomaten, Lehrkräfte und Reisende austauschten und zur wissenschaftlichen Erkundung des so lange verschlossenen Landes beitrugen. Am 26. Oktober 1873 wurde er als 78. Mitglied der Gesellschaft registriert. Im August 1874 unternahmen Dr. phil. Hermann Ritter (1827–1874), der in Osaka, dann in Tokyo Naturwissenschaften lehrte, und Junker zusammen eine Reise zur nördlichen Insel Yeso (heute Hokkaido).
Junkers Aufenthalt in Kyoto verlief nicht ohne Probleme. Die japanische Seite bis hin zu den Studenten hatte den Eindruck, dass er seinen Aufgaben nur nachlässig nachkam.  Zwar wurde der im September 1875 abgelaufene Vertrag erneuert, doch entließ man ihn Anfang März 1876. Am 12. jenes Monats kehrte er Kyoto den Rücken. Unter seinem niederländischen Nachfolger Constant George van Mansvelt (1832–1912) gewann das Hospital an Bedeutung. Aus der Schule und diesem Hospital ging die heutige Präfekturale Medizinische Universität Kyōto hervor. Junkers Inhaliergerät wurde zunächst von der medizinischen Apparatehandlung Shiraimatsu in Osaka aus Europa importiert, doch schon bald kamen japanischen Nachbildungen auf den Markt, teils auch in verbesserter Form.

## Zurück in Europa
Über die späteren Jahre ist wenig Verlässliches bekannt. 1880 hielt Junker sich in Leipzig auf. 1882 eröffnete er in London eine Praxis. Im Londoner Medizinaladressbuch ist er noch in seinem Sterbejahr 1901 vermerkt.
Während seiner Zeit in London übersetzte er Schriften des deutschen Chirurgen Theodor Billroth ins Englische und ein Buch des Chirurgen Sir Thomas Spencer Wells unter dem Titel Die moderne Chirurgie des Unterleibs ins Deutsche. Der einflussreiche, in Kyoto geborene Politiker Konoe Atsumaro (近衛篤麿) erwähnt in seinem Tagebuch eine Begegnung mit Junker während seines Aufenthalts in London.
Junker starb 1901 im Alter von 83 Jahren „nach langem Leiden“ in einem Sanatorium im österreichischen Purkersdorf. Er wurde im Familiengrab auf dem Evangelischen Friedhof Matzleinsdorf in Wien beigesetzt.

## Schriftstellerische Tätigkeit
Das Leben in der alten Kulturstadt Kyoto hinterließ ungeachtet seiner abrupten Entlassung einen nachhaltigen Eindruck. Junker war ziemlich rege in der Erkundung von Land und Leuten und machte sich nach seiner Rückkehr durch japanbezogene Werke wie die Anthologie „Segenbringende Reisähren“, die „Japanischen Theegeschichten“ sowie Aufsätze über japanisches Theater und japanische Malerei auch als Schriftsteller einen Namen. Seine originelle Darstellung in den Theegeschichten erregte auch Interesse in Japan, so dass 1993 eine japanische Übersetzung publiziert wurde.

## Werke
- Junker von Langegg, Ferdinand Adalbert: El Dorado. Geschichte der Entdeckungsreisen nach dem Goldlande El Dorado im 16. und 17. Jahrhundert. Leipzig: W. Friedrich, 1888 (Digitalisat)
- Junker von Langegg, F. A.: Eine Beschreibung und Zergliederung eines künstlich verkrüppelten Chinesenfusses. Archiv für Anthropologie, 1873, Nr. 6, S. 213–219
- Junker von Langegg, Ferdinand Adalbert: Midzuho-gusa, segenbringende Reisähren; Nationalroman und Schilderungen aus Japan. Leipzig: Breitkopf und Härtel, 1880 (Inhaltsverzeichnis )
- Junker von Langegg, Ferd. Adalb.: Japanische Thee-geschichten: Fu-sô châ-wa. Volks- und geschichtliche Sagen, Legenden und Märchen der Japanen. Wien: C. Gerolds Sohn, 1884
- Junker von Langegg, Ferd. Adalbert: Krypto-Monotheismus in den Religionen der alten Chinesen und anderer Völker. Leipzig: W. Engelmann, 1892
- Zwaardemaker, Hendrik: Die Physiologie des Geruchs [...] nach dem Manuscript übersetzt von Dr. A. Junker von Langegg. Leipzig: W. Engelmann, 1895
- Junker von Langegg / Watari Tadazumi, Majima Tojitami, Shingū Ryōkai (Schriftführer): Kyōto ryōbyōin nikkō roku. Kyōto: Daikokuya Tarōemon, 1873, 1874（永克萬郎愛格口述、渡忠純、眞嶋利民、新宮凉介筆記『京都療病院日講録』京都府立療病院、京都：大黒屋太郎右衛門、明6、7年、2冊. Digitalisat Heft 1; Digitalisat Heft 2）
- Yonker (cho), Okuzawa Yasumasa (yaku): Gaigokujin no mita otogibanashi – Kyō no o-yatoi ichi Yonker no Fusō chawa. Kyōto: Shibunkaku Shuppan, 1993 (ヨンケル[著]、奥沢康正訳『外国人のみたお伽ばなし : 京のお雇い医師ヨンケルの「扶桑茶話」』、思文閣出版)
- Über Krebs und Carcinomatöse Krankheiten [...] Von Sir T. Spencer Wells [...] Verdeutscht von [...] F.A. Junker von Langegg. Leipzig: Breitkopf & Härtel, 1889